# Otto Fritz Meyerhof
Otto Fritz Meyerhof (Hannover, 12 april 1884 – Philadelphia (Pennsylvania), 6 oktober 1951) was een Duits, sedert 1946 Amerikaans medicus en biochemicus. In 1922 ontving hij samen met Archibald Hill de Nobelprijs voor Fysiologie of Geneeskunde.

## Biografie
Meyerhof werd geboren in Hannover als zoon van de joodse handelaar Felix Meyerhof en diens echtgenote Bettina May Meyerhof. Kort na zijn geboorte verhuisde het gezin naar Berlijn waar hij opgroeide en hij het Wilhelms Gymnasium bezocht. Hij studeerde in Berlijn geneeskunde, en deed dat later in Straatsburg en Heidelberg, en promoveerde in 1909, met een proefschrift getiteld "Contributions to the psychological Theory of mental illness". Van 1909 tot 1912 was Meyerhof assistent interne geneeskunde aan de Heidelberg Clinic, en het was hier dat hij onder invloed raakte van Otto Warburg die de oorzaak van kanker onderzocht.
In 1912 verhuisde hij naar de Christian-Albrechts-Universität van Kiel, waar hij in 1918 buitengewoon hoogleraar in de fysiologie werd. 

## Werk
In Kiel begon Meyerhof onderzoek te doen naar energieoverdracht in levende cellen. Hij veronderstelde dat energie via voedsel via een aantal tussenliggende fasen te doorlopen omgezet werd in energie om het organisme in een dynamisch evenwicht te behouden. In 1918 ontdekte hij dat een coënzym, betrokken bij de vorming van melkzuur in spieren, dezelfde coënzym was dat Harden en Young hadden gevonden bij alcoholische gisting. Verder werk bracht hem tot de overtuiging dat glycogeen wordt afgebroken tot melkzuur in anaërobe (zuurstofloze) omstandigheden. Hieruit formuleerde hij zijn melkzuurcyclus en toonde daarmee het reversible karakter van energieomzettingen in levende cellen aan.
In 1922 kreeg hij de Nobelprijs voor Fysiologie of Geneeskunde, samen met Archibald Hill, voor zijn werk aan spiermetabolisme en de rol van de koolhydraten bij de energie-omzetting (bijdragend tot het schema van de glycolyse, dat ook wel Embden-Meyerhof-schema wordt genoemd). Ook ontdekte hij de vaste relatie tussen het opnemen van zuurstof en het metabolisme van melkzuur in spieren. Na het verkrijgen van de Nobelprijs verkreeg hij laboratoriumruimte aan het Kaiser Wilhelm-instituut voor Biologie in Berlijn, waar hij in 1924 werd benoemd tot hoogleraar.
In deze periode werkte hij samen met bekende biochemici zoals Hans Krebs, Fritz Lipmann en Severo Ochoa. In 1925 slaagde hij erin om glycolytische enzymen van spieren te extraheren waardoor  mogelijk werd deze enzymen te isoleren en te bestuderen hoe spierencellen glycogeen omzetten in melkzuur.
Van 1929 tot 1938 was Meyerhof directeur van het Kaiser Wilhelm-Institut für medizinische Forschung te Heidelberg. Op de vlucht voor het nazi-regime in Duitsland emigreerde hij in 1938 naar Parijs (directeur de recherche aan het Centre National) en in 1940 naar de Verenigde Staten waar hij gasthoogleraar werd aan de Universiteit van Pennsylvania in Philadelphia. 
Meyerhof overleed Philadelphia op de leeftijd van 67 aan een hartaanval. Hij was gehuwd met Hedwig Schallenberg, uit het huwelijk werden twee zonen en een dochter geboren. Zijn zoon Walter Meyerhof (1922-2006), hoogleraar aan de Stanford-universiteit, behoorde tot de groep uitgesproken wetenschappers die koude kernfusie in de jaren 1980 naar het rijk der fabelen verwees.
1901: Behring · 
1902: Ross · 
1903: Finsen · 
1904: Pavlov · 
1905: Koch · 
1906: Golgi, Ramón y Cajal · 
1907: Laveran · 
1908: Mechnikov, Ehrlich · 
1909: Kocher · 
1910: Kossel · 
1911: Gullstrand · 
1912: Carrel · 
1913: Richet ·
1914: Bárány · 
1919: Bordet · 
1920: Krogh · 
1922: Hill, Meyerhof · 
1923: Banting, Macleod · 
1924: Einthoven ·
1926: Fibiger · 
1927: Wagner-Jauregg · 
1928: Nicolle · 
1929: Eijkman, Hopkins · 
1930: Landsteiner · 
1931: Warburg · 
1932: Sherrington, Adrian · 
1933: Morgan · 
1934: Whipple, Minot, Murphy · 
1935: Spemann · 
1936: Dale, Loewi · 
1937: Szent-Györgyi · 
1938: Heymans · 
1939: Domagk · 
1943: Dam, Doisy · 
1944: Erlanger, Gasser · 
1945: Fleming, Chain, Florey · 
1946: Muller · 
1947: C. Cori, G. Cori, Houssay · 
1948: Müller · 
1949: Hess, Moniz · 
1950: Kendall, Reichstein, Hench · 
1951: Theiler · 
1952: Waksman · 
1953: Krebs,Lipmann ·
1954: Enders, Weller, Robbins · 
1955: Theorell · 
1956: Cournand, Forssmann, Richards · 
1957: Bovet · 
1958: Beadle, Tatum, Lederberg · 
1959: Ochoa, Kornberg · 
1960: Burnet, Medawar · 
1961: Békésy · 
1962: Crick, Watson, Wilkins · 
1963: Eccles, Hodgkin, Huxley · 
1964: Bloch, Lynen · 
1965: Jacob, Lwoff, Monod · 
1966: Rous, Huggins · 
1967: Granit, Hartline, Wald · 
1968: Holley, Khorana, Nirenberg · 
1969: Delbrück, Hershey, Luria · 
1970: Katz, Euler, Axelrod · 
1971: Sutherland · 
1972: Edelman, Porter · 
1973: Frisch, Lorenz, Tinbergen · 
1974: Claude, De Duve, Palade · 
1975: Baltimore, Dulbecco, Temin ·
1976: Blumberg, Gajdusek · 
1977: Guillemin, Schally, Yalow · 
1978: Arber, Nathans, Smith · 
1979: Cormack, Hounsfield · 
1980: Benacerraf, Dausset, Snell · 
1981: Sperry, Hubel, Wiesel · 
1982: Bergström, Samuelsson, Vane · 
1983: McClintock · 
1984: Jerne, Köhler, Milstein · 
1985: Brown, Goldstein · 
1986: Cohen, Levi-Montalcini · 
1987: Tonegawa · 
1988: Black, Elion, Hitchings · 
1989: Bishop, Varmus · 
1990: Murray, Thomas · 
1991: Neher, Sakmann · 
1992: Fischer, Krebs · 
1993: Roberts, Sharp · 
1994: Gilman, Rodbell · 
1995: Lewis, Nüsslein-Volhard, Wieschaus · 
1996: Doherty, Zinkernagel · 
1997: Prusiner · 
1998: Furchgott, Ignarro, Murad · 
1999: Blobel · 
2000: Carlsson, Greengard, Kandel ·
2001: Hartwell, Hunt, Nurse · 
2002: Brenner, Horvitz, Sulston · 
2003: Lauterbur, Mansfield · 
2004: Axel, Buck · 
2005: Marshall, Warren ·
2006: Fire, Mello ·
2007: Capecchi, Smithies, Evans ·
2008: Zur Hausen, Barré–Sinoussi, Montagnier ·
2009: Blackburn, Greider, Szostak ·
2010: Edwards ·
2011: Beutler, Hoffmann, Steinman ·
2012: Gurdon, Yamanaka ·
2013: Rothman, Schekman, Südhof ·
2014: O'Keefe, Moser, Moser ·
2015: Campbell, Omura, Tu ·
2016: Osumi ·
2017: Hall, Rosbash, Young ·
2018: Allison, Honjo ·
2019: Kaelin, Ratcliffe, Semenza ·
2020: Alter, Houghton, Rice ·
2021: Julius, Patapoutian ·
2022: Pääbo ·
2023: Karikó, Weissman ·
2024: Ambros, Ruvkun